# Wiesen-Habichtskraut
Das Wiesen-Habichtskraut (Hieracium caespitosum P.D.Sell & C.West, Syn.: Pilosella caespitosa (Dumort.) P.D.Sell & C.West) ist eine Pflanzenart aus der Gattung der Habichtskräuter (Hieracium) innerhalb der Familie der Korbblütler (Asteraceae). Sie ist in weiten Teilen Europas heimisch und kommt unter anderem in Teilen Nordamerikas auch verwildert vor.

## Beschreibung

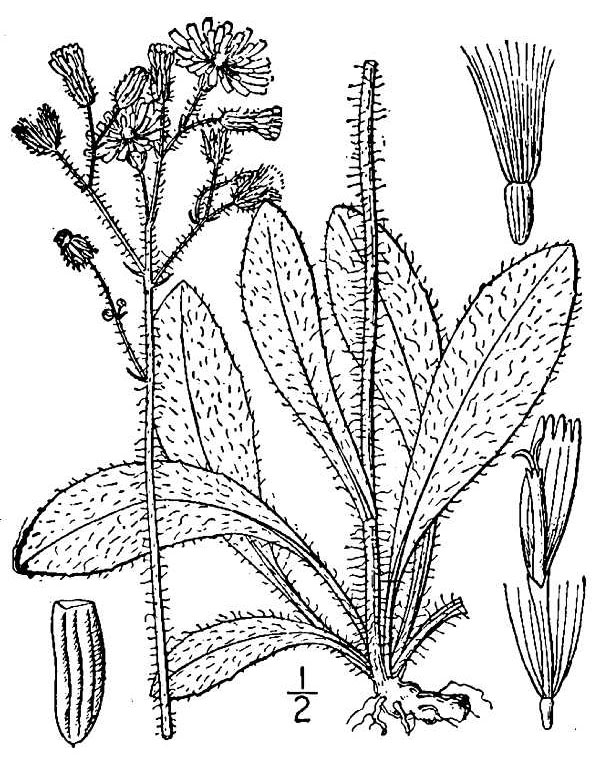
Illustration

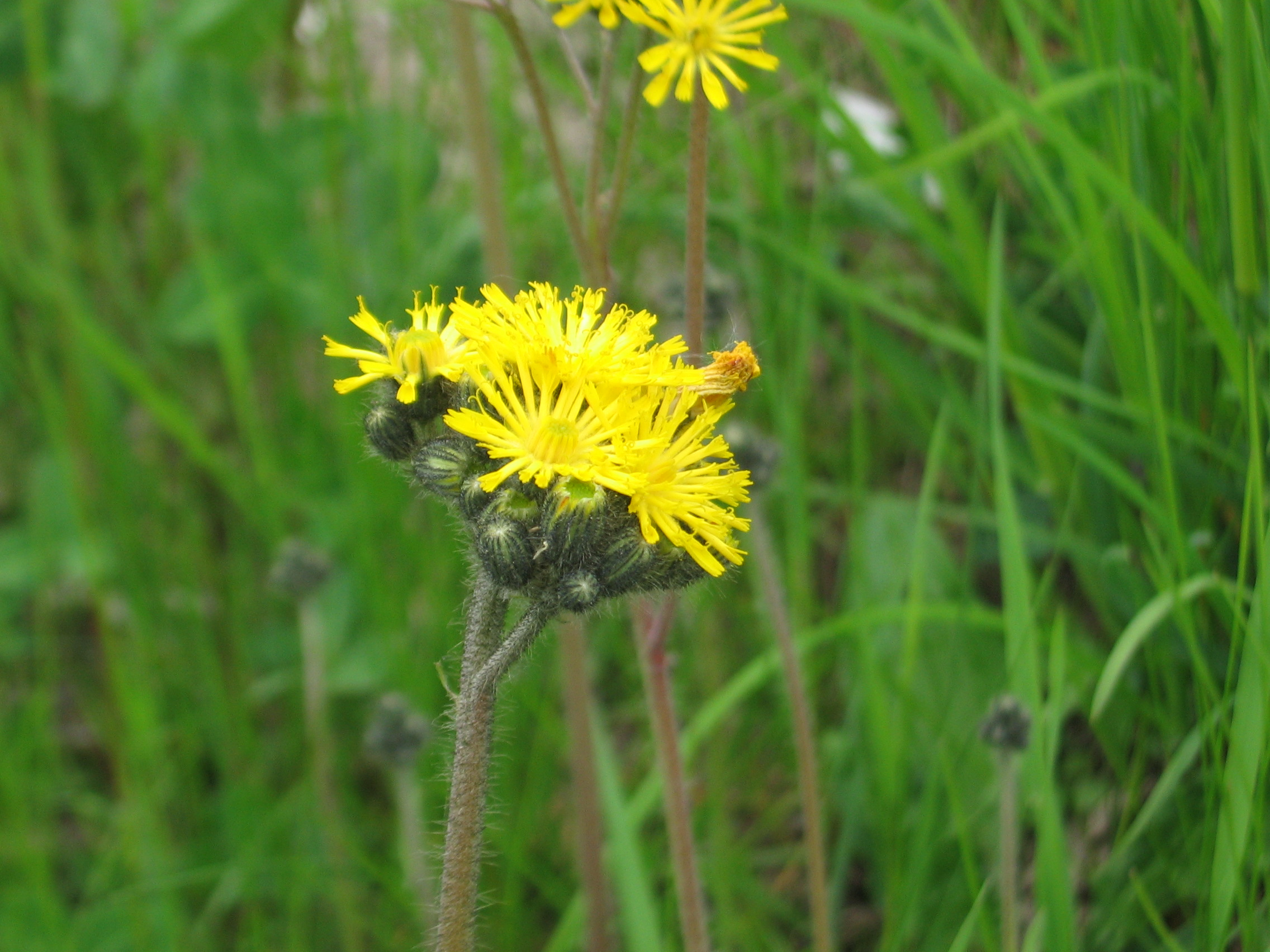
Blütenstand

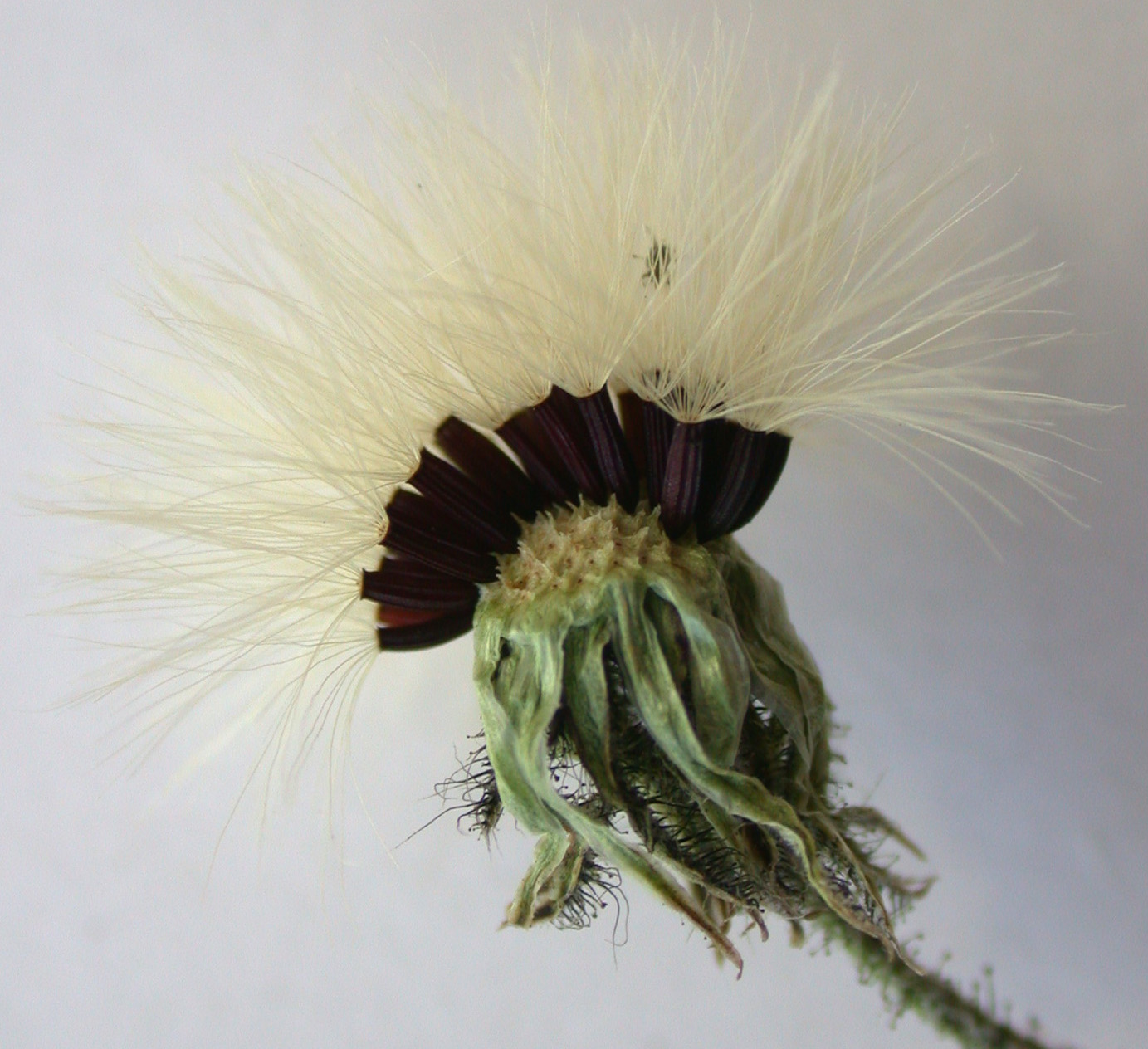
Fruchtstand

### Vegetative Merkmale
Das Wiesen-Habichtskraut ist eine mehrjährige und ausdauernde, krautige Pflanze, die Wuchshöhen von 20 bis 75 Zentimetern erreicht. Es werden sowohl ober- als auch unterirdische Ausläufer gebildet. Die aufrechten Stängel sind mit zahlreichen feinen 1 bis mehr als 3 Millimeter langen, rauen Trichomen behaart und haben eine fein aber rau behaarte Basis.
An der Stängelbasis befinden sich drei bis acht, gelegentlich auch mehr grundständige Laubblätter, während sich am Stängel keine oder bis zu zwei, gelegentlich auch bis zu fünf oder mehr Laubblätter befinden.
Die Blattspreite ist bei einer Länge von 3,5 bis 18 Zentimetern sowie einer Breite von 1,2 bis 2 Zentimetern verkehrt-lanzettlich bis lanzettlich mit keilförmiger Spreitenbasis und spitz zulaufender oder runder Spreitenspitze. Die Spreitenränder sind ganzrandig oder gezähnelt. Sowohl die Blattunterseite als auch die -oberseite sind meist mit zahlreichen 1 bis 3 Millimeter langen, rauen Trichomen behaart, seltener sind die Blattspreiten kahl.

### Generative Merkmale
Die Blütezeit erstreckt sich in Mitteleuropa und Nordamerika von Mai bis August. Der mehr oder weniger doldenartige oder gedrängt zusammenstehende Gesamtblütenstand enthält meist 5 bis 25, gelegentlich auch mehr körbchenförmige Teilblütenstände. Der Korbschaft ist mit 1 bis 2,5 Millimeter langen feinen und rauen Haaren besetzt. Das bei einer Länge von 0,75 bis 0,9 Zentimetern glockenförmige Involucrum enthält 12 bis 18, gelegentlich auch mehr an der Unterseite rau behaarte Hüllblätter. Die Blütenkörbchen enthalten 25 bis 50 oder mehr Zungenblüten. Die gelben Zungenblüten sind 0,8 bis 1,2 Zentimeter lang.
Die Achänen sind bei einer Länge von 1,5 bis 1,8 Millimetern säulenförmig. Der Pappus besteht aus 25 bis 30 weißen Borstenhaaren, welche 4 bis 6 Millimeter lang sind.

### Chromosomenzahl
Die Chromosomenzahl beträgt 2n = 18, 27, 36 oder 45.

## Vorkommen
Das Wiesen-Habichtskraut ist in weiten Teilen Europas heimisch; im mediterranen Süden (Iberische Halbinsel, Italien) kommt es jedoch nicht vor. In den nordwestlichen USA und in Korea kommt das Wiesen-Habichtskraut verwildert vor und gilt als invasiver Neophyt. In den USA wächst es vor allem auf gestörten Flächen und entlang von Flüssen in Höhenlagen von 10 bis 1500 Metern.
Beim Wiesen-Habichtskraut handelt sich um eine anspruchslose Pflanzenart, die auch an trockenen Standorten gut gedeiht. Es gedeiht in Mitteleuropa auf wechselfeuchten oder feuchten, basenreichen, rohen oder humosen Lehm- oder Tonböden. Es kommt in Pflanzengesellschaften der Ordnung Molinietalia, aber auch in wechselfeuchten Gesellschaften der Ordnungen Arrhenatheretalia oder Nardetalia oder des Verbandes Mesobromion vor. In den Allgäuer Alpen steigt es unterm Seifenmoos am Stuiben in Bayern bis in eine Höhenlage von 1320 Metern auf.
Die ökologischen Zeigerwerte nach Landolt et al. 2010 sind in der Schweiz: Feuchtezahl F = 3w+ (mäßig feucht aber stark wechselnd), Lichtzahl L = 3 (halbschattig), Reaktionszahl R = 4 (neutral bis basisch), Temperaturzahl T = 4+ (warm-kollin), Nährstoffzahl N = 2 (nährstoffarm), Kontinentalitätszahl K = 4 (subkontinental).

## Systematik
Die Erstbeschreibung unter dem Namen (Basionym) Hieracium caespitosum erfolgte 1827 durch den belgischen Botaniker Barthélemy Charles Joseph Dumortier in Florula belgica, opera majoris prodromus, auctore ..., S. 62. Die Neukombination Pilosella caespitosa erfolgte 1967 durch Peter Derek Sell und Cyril West in Watsonia, Volume 6, S. 314.
Weitere Synonyme für Pilosella caespitosa (Dumort.) P.D.Sell & C.West sind: Hieracium pratense Tausch, Pilosella pratensis (Tausch) F.W.Schultz & Sch.Bip., Hieracium karelicum (Norrl.) Norrl., Hieracium dublanense (Rehmann) Czerep., Hieracium pratense subsp. altaicum (Nägeli & Peter) Zahn, Hieracium collinum subsp. dublanense Rehmann, Hieracium rawaruskanum (Zahn) Czerep., Hieracium pratense subsp. sudetorum (Peter) Zahn, Pilosella altaica (Nägeli & Peter) Schljakov, Hieracium dimorphum Norrl., Hieracium sudetorum (Peter) J.Weiss, Hieracium pratense subsp. ipecense Nägeli & Peter, Hieracium pratense subsp. rawaruskanum Zahn, Hieracium leptocaulon (Nägeli & Peter) Üksip, Pilosella caespitosa subsp. sudetorum (Peter) Soják, Hieracium collinum subsp. altaicum Nägeli & Peter, Pilosella karelica Norrl., Hieracium pratense subsp. leptocaulon (Nägeli & Peter) Zahn, Hieracium collinum subsp. dissolutum Nägeli & Peter, Hieracium pratense subsp. dimorphum (Norrl.) H.Lindb., Pilosella aurantiaca subsp. dimorpha (Norrl. ex Norrl.) T.Tyler, Hieracium dissolutum (Nägeli & Peter) Üksip, Pilosella leptocaula (Nägeli & Peter) Schljakov, Pilosella sudetorum (Peter) Dostál, Pilosella rawaruskana (Zahn) Schljakov, Hieracium collinum subsp. leptocaulon Nägeli & Peter, Pilosella dissoluta (Nägeli & Peter) Schljakov, Hieracium caespitosum var. caespitosum, Pilosella dublanensis (Rehmann) Schljakov, Hieracium pratense subsp. pratense, Hieracium pratense subsp. dublanense (Rehmann) Zahn, Hieracium collinum subsp. sudetorum Peter, Hieracium pratense subsp. dissolutum (Nägeli & Peter) Zahn, Hieracium pratense subsp. karelicum (Norrl.) Zahn, Hieracium altaicum (Nägeli & Peter) Üksip, Pilosella caespitosa subsp. dissoluta (Nägeli & Peter) Soják, Hieracium caespitosum (Nägeli & Peter) Nyár. subsp. caespitosum, Pilosella caespitosa subsp. leptocaula (Nägeli & Peter) Soják.
Von manchen Autoren wird sie auch der Gattung Pilosella zugeordnet, welche wiederum von anderen Autoren als Untergattung von Hieracium angesehen wird.